# Galenia namaensis
Galenia namaensis är en isörtsväxtart som beskrevs av Schinz. Galenia namaensis ingår i släktet galenior, och familjen isörtsväxter. Inga underarter finns listade i Catalogue of Life.